# 창녕장마로
창녕장마로(Changnyeongjangma-ro)는 대한민국 경상남도 창녕군 장마면 화영삼거리에서 창녕읍 퇴천삼거리를 잇는 도로이다.

## 주요 경유지
경상남도
- 창녕군 (장마면 . 창녕읍)

## 노선
| 이름       | 접속 노선                  | 소재지 | 소재지 | 비고 |
| ---------- | -------------------------- | ------ | ------ | ---- |
| 화영삼거리 | 국도 제79호선 (영산장마로) | 창녕군 | 장마면 |      |
| (이름없음) | 계성장마로                 | 창녕군 | 장마면 |      |
| 들고개     |                            | 창녕군 | 장마면 |      |
|            | 창녕읍                     | 창녕군 |        |      |
| 용석교     |                            | 창녕군 |        |      |
| 창락교     |                            | 창녕군 |        |      |
| 퇴천삼거리 | 창녕대로                   | 창녕군 |        |      |